# ルクセンブルク軍
ルクセンブルク軍（ルクセンブルクぐん、ルクセンブルク語:Lëtzebuerger Arméi、フランス語: Armée luxembourugeoise）は、ルクセンブルクの軍事組織。

## 概要
ルクセンブルクは、ドイツとフランスに挟まれた位置にあり、そのため両国間の戦争の影響を何度も受けてきた。第一次世界大戦および第二次世界大戦中においてはドイツに占領された経験を持つ。
大戦後は永世中立を破棄、1948年にはブリュッセル条約、1949年には北大西洋条約を締結し、北大西洋条約機構 (NATO)に原加盟国として参加するなど、集団安全保障政策を取った。
1950年より勃発した朝鮮戦争に際しては、国連軍の一員として、ベルギー軍の一部隊として参戦した。ルクセンブルクの派兵数は最少の44名であったが、参加国中最大の派兵割合（同国全体の10%）と死傷率（派兵数全体の1/3以上）という2つの記録を残した。
ルクセンブルク自体は、小国であり、独自の軍としては小規模な陸軍を持つのみであり、内陸国であるため海軍は保有していない。空軍も保有していないが、NATOが保有する14機のE-3セントリー早期警戒管制機について、人員を提供しておらず、ルクセンブルク軍の指揮下ではないものの、書類上ルクセンブルクの航空機として登録されている。なお、機体そのものはドイツのガイレンキルヒェン航空基地に配備されている。
ルクセンブルク陸軍の最高司令官はルクセンブルク大公。文民統制下で、国防大臣の責任下にある。1967年からは完全志願制になった。
1994年からはヨーロッパにおける国際部隊である欧州合同軍(Eurocorps)に部隊を派遣し、旧ユーゴスラビア地域でのUNPROFORやIFOR、SFORの任務に就いている。また、アフガニスタンのISAF支援にも派遣されている。

## ルクセンブルク陸軍

### 部隊編制
ルクセンブルク陸軍は、4個中隊基幹で編成されており、その他、軍楽隊などを有する。また、航空要員はベルギー軍に派遣している。なお、兵士の入営期間は18ヶ月となっている。
A中隊
- 欧州合同軍ルクセンブルク派遣団となっている。本部小隊、小銃2個小隊、TOWミサイルを装備した対戦車小隊の4個小隊で構成。

B中隊
- 教育部隊。主に兵役満了が近づいた兵士に対し、再就職など社会復帰を支援する各種講座を開講[6]。

C中隊
- 入隊してきた兵士に対し、兵士としての基礎訓練、運転技術の教習、肉体鍛錬を行う。

D中隊
- ルクセンブルク偵察中隊として、NATO指揮下にある。構成はA中隊と同じ、4個小隊構成。

### 装備
小火器
- FN ブローニング・ハイパワー
- ステアーAUG
- ステアーAUG HBAR（分隊支援火器）
- FN MAG
- 12.7mm重機関銃M2
- M72 LAW
- BGM-71 TOW

車輌
- ハンヴィー（うち24輌が装甲付き）
- メルセデス・ベンツ・Gクラス第1世代型軍用モデル。
- MAN 4tトラック。

上記とは別にイギリス製の25ポンド野砲を、105mm砲弾の薬莢を使用可能なように改造した上で礼砲射撃用に装備している。

## 航空機
前述のようにルクセンブルクは空軍は所持していないが、NATOのE-3早期警戒管制機14機は書類上ルクセンブルクに登録されている。なお、1機は墜落事故で損失、3機は2015年、2017年、2018年に退役した。
また、ユーロコプター EC 145を2機、エアバス A400Mを1機(第15航空輸送航空団が運用)保有している。